# Rowendy Sumter
Rowendy Jose Sumter (nacido el 19 de marzo de 1988 en Willemstad, Curazao) es un futbolista internacional de Curazao, se desempeña en el terreno de juego como portero y su actual equipo es el RKSV Scherpenheuvel de la primera división del Fútbol de las Antillas Neerlandesas.

## Trayectoria
- CRKSV Jong Holland  2011-2016
- RKSV Scherpenheuvel  2017-presente